# Бонкомпаньи, Джироламо
Джироламо Бонкомпаньи (итал. Girolamo Boncompagni; 23 марта 1622, Изола-дель-Лири, Папская область — 24 января 1684, Болонья, Папская область) — итальянский куриальный кардинал. Секретарь Священной Конгрегации обрядов с 2 октября 1648 по 11 декабря 1651. Архиепископ Болоньи с 11 декабря 1651 по 24 января 1684. Префект Апостольского дворца с 8 июня 1660 по 14 января 1664. Кардинал-священник с 14 января 1664, с титулом церкви Санти-Марчеллино-э-Пьетро с 11 февраля 1664 по 24 января 1684.